# 邁爾斯 (北卡羅萊納州)
邁爾斯（英語：Miles）是位於美國北卡羅萊納州奧蘭治縣的非建制地區。

## 地理
邁爾斯所處的海拔為高於海平面214米（即702英呎），而該地所採用的時區為UTC-5，即北美东部时区（EST）。同時該地設有夏令時間，為UTC-5調快一小時，即UTC-4（EDT）。